# Funerus
Funerus – amerykański zespół grający death metal, przez samych muzyków określanych jako „Total low-end sewage death metal”.

## Obecny skład
- Jill (Daily) McEntee – wokal, gitara basowa
- John McEntee – gitara, wokal
- Sam Inzerra – perkusja

## Dyskografia
- Utter Dismemberment (1991, Demo)
- Dismembered Again... (1992, Demo)
- Rehearsal Demo #3 (1994, Demo)
- Festering Earth (2003, LP)
- Reduced to Sludge (2011, LP)